# 척주지
《척주지》(陟州誌)는 1662년에 허목(許穆)이 편찬한 조선시대의 책이다. 강원도 삼척부(지금의 삼척시) 읍지(邑誌)이다. 2권 1책, 필사본이며, 규장각도서에 있다. 
삼척 지방의 공간과 자연, 인문에 관한, 체계적이고 종합적인 기록이며, 17세기 후반 삼척 지방의 중요한 문화 업적의 하나라 할 수 있다.

## 편찬 배경 및 과정
허목은 66세 때인 1660년(현종 원년) 9월에 삼척 부사에 임명되었다. 제1차 예송에서 남인이 서인에게 패배하여 좌천된 것이었다. 당시 법인 경국대전에 따르면 65세 이상인 자는 지방 수령에 임명하지 않는 것이 원칙이었으므로, 허목은 인사에 이의를 제기했으나, 이조에서 주청하고 현종이 그대로 임명할 것을 지시하여 10월에 부임했다. 허목은 2년 동안 부사로 있으면서 많은 업적을 남겼는데, 그중 하나가 1662년에 삼척 최초로 민간에서 편찬한 읍지인 《척주지》를 지은 것이다.

## 체제와 내용
상권에 건치연혁(建置沿革)·계역(界域)·영현(領縣)·성씨(姓氏)·풍속(風俗)·토산(土産)·해착(海錯)·풍기지변(風氣之變)·관할구역(管轄區域)·고사(古事)·도량형(度量衡)·유방(留防)·연대(煙臺)·송금(松禁)·창고(倉庫)·연해산천도리(沿海山川道里)·권농(勸農)·요해(要害) 등이 실려 있다.
하권에는 군사(軍事)·양전(量田)·여씨향약(呂氏鄕約)·호적(戶籍)·종사(從祀)·공물(貢物)·군적(軍籍) 등이 실려 있다.
단위 행정구역에 대해서도 위치(位置)·물산(物産)·도리(道里)·산천(山川)·고사(古事)·고적(古蹟)·제언(堤堰) 등을 개별적으로 서술하였다.

## 평가
이 읍지는 다른 읍지와 달리 체재가 일정한 격식에 따라 편집되어 있지 않아, 잡기와 같은 인상을 주기도 한다. 그렇지만, 지방 관읍에서 중앙의 요청에 따라 보고서 형식으로 작성된 《삼척군읍지》와 달리 이 읍지는 관할 구역 내의 정확한 파악을 위하여 작성된 것으로 당시 삼척도호부의 현황을 파악하는 데 중요한 자료가 된다.